# Poggio Colla
Poggio Colla è un'area archeologica etrusca, nei pressi del comune di Vicchio nel Mugello, in provincia di Firenze.

## Storia
Il sito di Poggio Colla ha conservato indisturbato gli strati abitativi etruschi; sembra che sia stato abitato dagli Etruschi almeno nel VII secolo a.C. e che sia stato abbandonato o distrutto alla fine del III secolo a.C.. Il sito subì una violenta distruzione e fu ricostruito durante il periodo ellenistico.
I primi scavi di Poggio Colla sono stati diretti da Francesco Nicosia dal 1968 al 1972. Dal 1995, il sito è stato scavato annualmente dal Mugello Valley Archaeological Project (MVAP) sotto la direzione di P. Gregory Warden e Michael Thomas; MVAP è patrocinato dalla Southern Methodist University e dalla Università della Pennsylvania. Gli scavi hanno rivelato mura di fortificazione, un'area necropoli e i resti di un edificio monumentale arcaico (forse, un tempio).

### Ricerca
I resti faunistici recuperati a Poggio Colla contengono principalmente resti di bovini, ovini, caprini e suini, nonché resti di cani e di specie selvatiche. L'importanza relativa dei suini aumenta nel tempo; questa tendenza è legata all'intensificazione della produzione di carne e all'aumento delle popolazioni urbane. Simili assemblaggi faunistici sono stati ritrovati anche in altri insediamenti etruschi.
Nel 2001, all'estremità occidentale dell'acropoli di Poggio Colla, è stata scoperta un'olpe in smalto nero contenente cento vittoriati romani in argento.  Il ritrovamento è significativo perché si trova nel contesto di un santuario e questa olpe venne sepolta dopo che il santuario fu distrutto alla fine del III secolo a.C..
Un gran numero di modanature di questo tipo è stato scoperto a Poggio Colla; il grande tondo singolo o doppio si inserisce nello schema noto dell'architettura etrusca.
L'uso di una modanatura arrotondata sulla base delle tombe monumentali, dei templi e degli altari è una caratteristica dell'architettura etrusca e si è mantenuta costante tra il VI e il II secolo a.C. in diverse città etrusche.
Un gran numero di tegole della struttura monumentale dell'acropoli di Poggio Colla e dell'officina/fattoria di Podere Funghi sono state scoperte durante gli scavi in corso. Uno studio geochimico è stato condotto nel tentativo di caratterizzare la composizione della ceramica, delle tegole e dei sedimenti locali rinvenuti nel sito di Poggio Colla. Utilizzando metodi quali raggi X, petrografia, analisi termogravimetrica, osservazioni macroscopiche, si è riscontrato che i tipici cocci di ceramica e i frammenti di tegole sono costituiti da abbondante quarzo, feldspato, una quantità minore di mica e litica. Le composizioni delle tegole e del vasellame di Poggio Colla e di Podere Funghi sono simili, ma i campioni di roccia e di sedimento sono diversi; ciò supporta l'ipotesi che diverse industrie ceramiche coesistessero nelle immediate vicinanze dell'acropoli di Poggio Colla.

### Ritrovamenti
Questo scavo ha portato a due scoperte archeologiche molto significative: una stele in pietra e un frammento di ceramica decorato.
La stele è testimonianza di un culto religioso permanente con dediche monumentali, almeno a partire dal periodo tardo arcaico, dal 525 al 480 a.C. circa. Il suo riutilizzo nelle fondamenta di una struttura santuariale leggermente più tarda indica profondi cambiamenti nella città e nella sua struttura sociale. La stele, che pesa 226,8 kg e ha un'altezza di circa 1,2 m, presenta circa 120 caratteri etruschi lungo i lati, il che rende la stele la fonte di una delle più lunghe iscrizioni in lingua etrusca, che è sfuggita alla comprensione degli studiosi fin dal suo primo ritrovamento. L'iscrizione attesta che Uni era la principale destinataria del culto e del sacrificio nel sito sacro di Poggio Colla. Il direttore dello scavo, Gregory Warden, ha dichiarato che "la lastra è stata scoperta incastrata nelle fondamenta di un tempio monumentale dove era rimasta sepolta per più di 2.500 anni. Un tempo sarebbe stata esposta come un imponente e monumentale simbolo di autorità".
La seconda scoperta significativa è stata un frammento di bucchero con un decorazione rappresentante una piccola immagine di una donna che partorisce. L'immagine mostra la testa e le spalle di un bambino che emerge dalla madre, rappresentata con il volto di profilo e con un braccio alzato, che si pensa si tenga ad un albero come sostegno. I paralleli iconografici etruschi più vicini al manufatto, le scene trovate sulle lastre a rilievo arcaiche di Tarquinia, mostrano una donna accovacciata ma senza il bambino. Altre scene etrusche combinano la posa accovacciata con una serie di animali, suggerendo un'associazione con la "Padrona degli animali". Un'indagine sulle poche immagini correlate provenienti da tutto il Mediterraneo non solo stabilisce la rarità delle immagini di parto nel mondo classico, ma anche il carattere unicamente etrusco delle immagini del frammento. Se si valuta il suo contesto - uno strato di occupazione ridepositato di un insediamento datato alla fine del periodo orientalizzante - insieme alla sua iconografia, diventa possibile considerare le immagini come allusive a concetti di fertilità e riproduzione legati al potere della natura e della rigenerazione, tutti elementi che sarebbero stati appropriati in un contesto di banchetto etrusco frequentato da uomini e donne d'élite.